# Mombelli (calciatore)
 Mombelli (fl. XX secolo) è stato un calciatore italiano, di ruolo attaccante.

## Carriera
Nella stagione 1921-1922 giocò nel Novara in Prima Divisione.
Successivamente fu acquistato dal Savoia di Torre Annunziata disputando ulteriori due stagioni in massima serie, dove collezionò 24 presenze ed 8 reti. Formava con Giulio Bobbio ed Ernesto Ghisi il trio d'attacco della squadra biancoscudata che fu campione dell'Italia Centromeridionale e vicecampione d'Italia nel 1924. Suo il gol del pareggio segnato al Genoa, nel ritorno della finale scudetto disputata a Torre Annunziata il 7 settembre 1924.

## Statistiche

### Presenze e reti nei club
| Stagione      | Squadra       | Campionato    | Campionato | Campionato | Coppe nazionali | Coppe nazionali | Coppe nazionali | Altre coppe | Altre coppe | Altre coppe | Totale | Totale |
| Stagione      | Squadra       | Comp          | Pres       | Reti       | Comp            | Pres            | Reti            | Comp        | Pres        | Reti        | Pres   | Reti   |
| ------------- | ------------- | ------------- | ---------- | ---------- | --------------- | --------------- | --------------- | ----------- | ----------- | ----------- | ------ | ------ |
| 1921-1922     | Novara        | PD            | 8+         | 1+         |                 |                 |                 |             |             |             | 8+     | 1+     |
| 1923-1924     | Savoia        | PD            | 18         | 6          |                 |                 |                 |             |             |             | 18     | 6      |
| 1924-1925     | Savoia        | PD            | 6          | 2          |                 |                 |                 |             |             |             | 6      | 2      |
| Totale Savoia | Totale Savoia | Totale Savoia | 32+        | 9+         |                 |                 |                 |             |             |             | 32+    | 9+     |

## Palmarès

### Club

#### Competizioni interregionali
- Campione dell'Italia Centro Meridionale: 1

Savoia: 1923-1924

#### Competizioni regionali
- Campione Campano: 2

Savoia: 1923-1924, 1924-1925